# オスワルド・ミンダ
ティルソン・オスワルド・ミンダ・ススカル（スペイン語: Tilson Oswaldo Minda Suscal、1983年7月26日 - ）は、エクアドルの元サッカー選手。元エクアドル代表。現役時代のポジションはMF。

## 経歴

### クラブ
2001年にSDアウカスで選手となった。2006年にデポルティーボ・クエンカに期限付き移籍し、コパ・リベルタドーレス2006に出場した。クエンカでのパフォーマンスが良かったため、CSエメレクの興味を引き、2007年に同クラブに期限付き移籍。コパ・リベルタドーレス2007には出場したものの、エメレクのタレントの豊富さには勝てずにポジションもなかった。結果としてデポルティーボ・キトに売却された。デポルティーボ・キトではコパ・スダメリカーナ2008に参加した他、国内でも中盤の絶対的選手として活躍、エドウィン・テノリオとのコンビでセリエA制覇に貢献した。
2012年にメジャーリーグサッカーのクラブ・デポルティボ・チーヴァス・USAに完全移籍。ミジェル・ボラーニョスとともに移籍した。
2015年2月27日にバルセロナSCに2年契約で加入。

### 代表
2008年12月17日のイラン代表との親善試合で代表初出場。その後、2014 FIFAワールドカップに出場した。

## 代表歴

### 出場大会
- エクアドル代表
  - 2014 FIFAワールドカップ

### 試合数
- 国際Aマッチ 20試合 0得点（2008年-2014年）[5]

| エクアドル代表 | 国際Aマッチ | 国際Aマッチ |
| 年             | 出場        | 得点        |
| -------------- | ----------- | ----------- |
| 2008           | 2           | 0           |
| 2009           | 0           | 0           |
| 2010           | 4           | 0           |
| 2011           | 9           | 0           |
| 2012           | 3           | 0           |
| 2013           | 0           | 0           |
| 2014           | 2           | 0           |
| 通算           | 20          | 0           |

## タイトル
デポルティーボ・キト
- セリエA: 2008, 2009, 2011

バルセロナSC
- セリエA: 2016